# Nya Ryssland
Nya Ryssland (ryska: Новороссия, tr. Novorossija, IPA: [nəvɐˈrosʲɪjə]

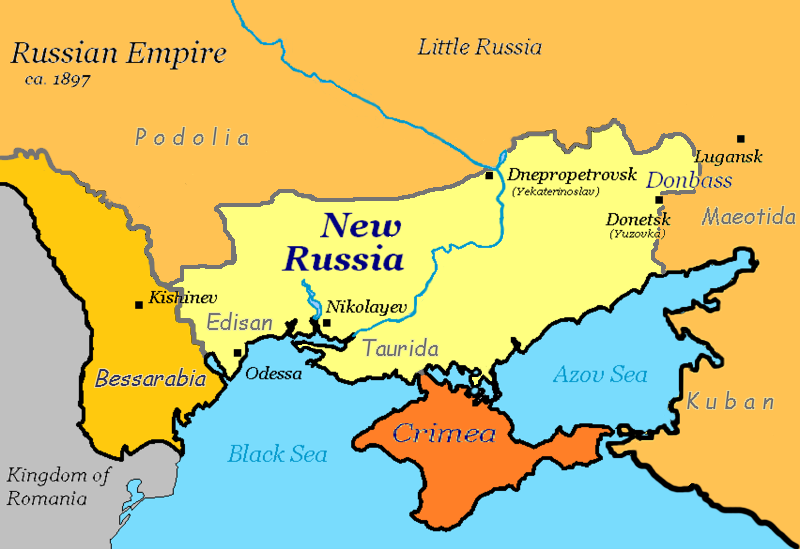
Karta över Nya Rysslands utsträckning cirka 1897 (då det endast var ett historiskt begrepp).

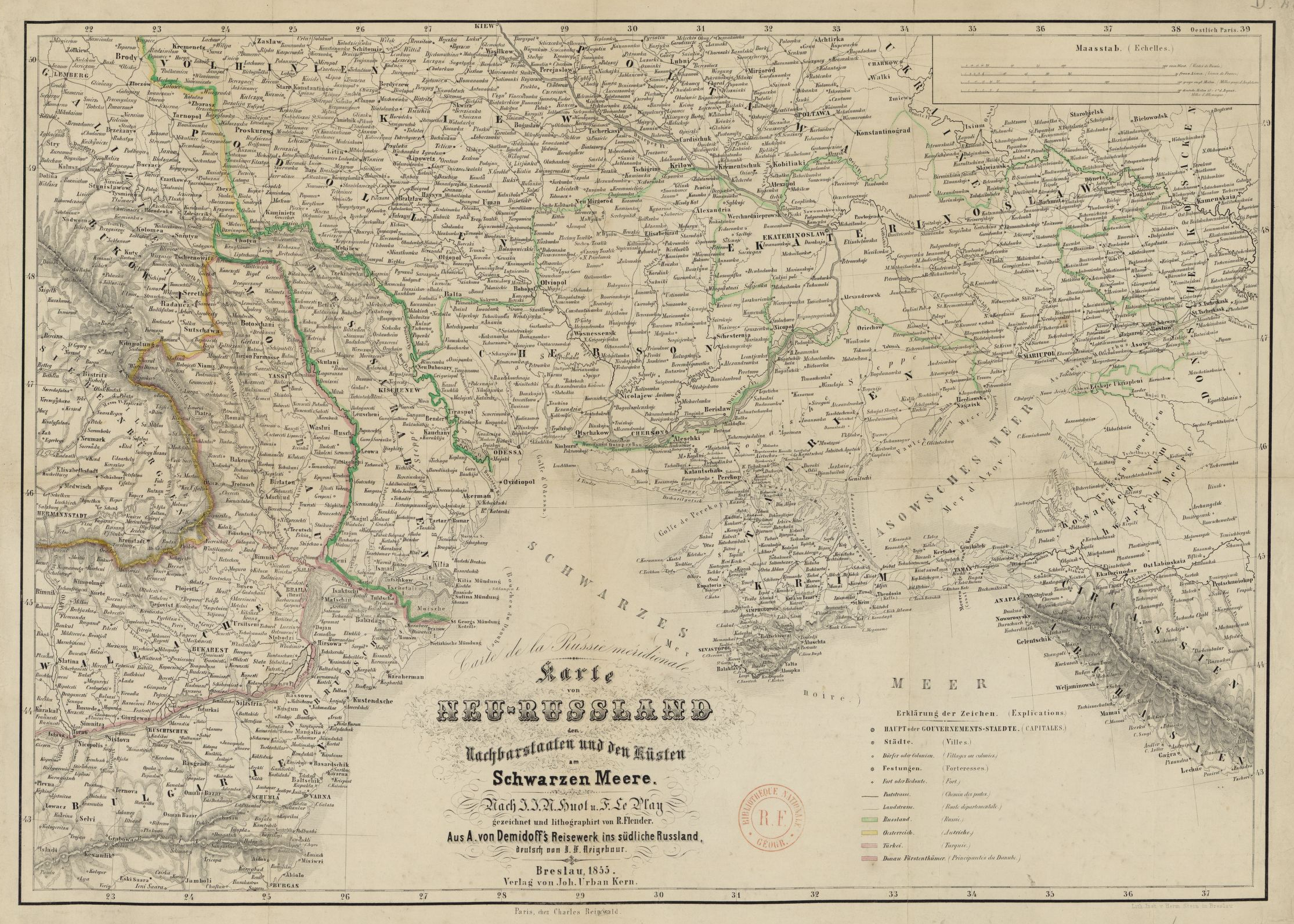

 ( lyssna); ukrainska: Новоросія; rumänska: Noua Rusie) var ett område i den södra delen av den europeiska delen av Kejsardömet Ryssland. Det låg mellan Dnestr, Lillryssland, Donkosackernas land, Azovska sjön och Svarta havet. Beteckningen användes under perioden 1764–1874.

## Historik

### Bakgrund
Området motsvarades av guvernementen Jekaterinoslav, Cherson och Taurien.
Namnet uppkom 1764, då Katarina II slog samman Nya Serbien och Slavjano-Serbien (de huvudsakligen av serber under kejsarinnan Elisabets tid koloniserade stäppländerna öster om floden Dnestr) samt den sydliga delen av dagens Ukraina till ett guvernement kallat Nya Ryssland. Efter Krims införlivande (1783) med Ryssland utbredde sig namnet även över det då nyvunna området.
Fram till år 1874 var Nya Ryssland och Bessarabien förenade under en generalguvernör. Det året delades Nya Ryssland i de två ovannämnda guvernementen.

### Ny användning
Det geografiska begreppet återupplivades av den ryske presidenten Vladimir Putin i ett TV-framträdande i april 2014. Han ifrågasatte då det berättigade i att området på 1920-talet tillfördes Ukrainska SSR. Det var bara den norra delen av Nya Ryssland som kom under Ukrainska SSR. Den 18 oktober 1921 skapades den Autonoma socialistiska sovjetrepubliken Krim och var en del av Ryska SFSR fram till 1954.